# Amplicincia fletcheri
Amplicincia fletcheri là một loài bướm đêm thuộc phân họ Arctiinae, họ Erebidae.